# Myriam Revault d'Allonnes
Myriam Revault d'Allonnes es una filósofa francesa, profesora emérita de las universidades de la École Practique des Hautes Études (EPHE, Escuela de Altos Estudios). También ha sido investigadora Asociada en el CEVIPOF (Centre de Recherches Politiques de Sciences Po). Ha enseñado teoría política en l`École Doctorale de Sciences Po Paris (Escuela Doctoral de Ciencias Políticas de Paris) y fue directora de programa en el Collège International de Philosophie (Colegio Internacional de Filosofía) desde el año 1986 hasta 1992. Ha dirigido desde el año 2006 hasta el año 2013 la colección de filosofía para niños y niñas «Chouette! Penser» en la editorial Gallimard-jeunesse. Ha colaborado regularmente con la revista Esprit. Ha sido miembro de la Comisión del libro blanco sobre la política extranjera y europea de Francia (2008) y del Jurado de la Conferencia de Consenso sobre la Prevención de la Reincidencia (2012). Presidió desde 2015 la comisión filosófica-psicoanálista-ciencias religiosas del Centre national du livre (CNL).

## Temas de investigación
Especialista en filosofía ética y política, sus investigaciones se centran sobre el Terror de la Revolución francesa, sobre el «daño de la política» y el «carácter intratable» de las pasiones como base original del vínculo social. Se ha preguntado sobre la noción de «banalidad del mal» y sobre la cuestión del «sentido de lo humano» entendido como capacidad de intercambiar experiencias, cuya defección más radical fue puesta en evidencia por los campos de concentración.
Trabaja en torno al pensamiento de Hannah Arendt, que también realizó estudios sobre lo político, e investiga desde la perspectiva de Merleau-Ponty, de Claude Lefort, de Paul Ricoeur y de Cornelius Castoriadis. Aborda problemas relacionados con las perspectivas actuales, analiza conceptos sobre todo en torno a la temporalidad, a los cuales deben estar sometidas las experiencias contemporáneas, de donde PARTEN sus recientes trabajos sobre las nociones de «autoridad», de «crisis» y de «representación». Analiza a las disposiciones subjetivas que los individuos mantienen con respecto a la vida en democracia.

## Principales publicaciones
- D'une mort à l'autre: précipices de la Révolution, Paris, Seuil, Coll. « Esprit », 1989, 233 p.
- La persévérance des égarés, Christian Bourgois, 1991.
- Ce que l’homme fait à l’homme. Essai sur le mal politique, Seuil, 1995 (Champs-Flammarion, 1999 et 2010).
- Le dépérissement de la politique. Généalogie d’un lieu commun, Aubier-Flammarion, 1999 (Champs-Flammarion 2001).
- Merleau-Ponty. La chair du politique, Michalon, 2001.
- Fragile humanité, Aubier-Flammarion, 2002.
- Doit-on moraliser la politique ?, Bayard, “ Le temps d’une question ”, 2002.
- Pourquoi les hommes font-ils la guerre ?, Gallimard-Jeunesse, 2006.
- Le pouvoir des commencements. Essai sur l’autorité, Seuil, 2006 (« Points Essais » 2012).
- L’homme compassionnel, Seuil, 2008.
- Pourquoi nous n’aimons pas la démocratie, Seuil, 2010.
- La crise sans fin. Essai sur l’expérience moderne du temps, Seuil, 2012 (« Points Essais », 2016).
- Raconter des histoires, raconter l’histoire, Gallimard-Jeunesse, « Chouette ! Penser », 2013.
- L’obstination (avec Adèle Van Reeth), Plon, 2014.
- Le miroir et la scène. Ce que peut la représentation politique, Seuil, 2016.
- La politique expliquée à nos enfants, Seuil, 2017.

## Investigaciones dirigidas
- Colloque Hannah Arendt, politique et pensée, 1988, Paris (avec Miguel Abensour, Christine Buci-Glucksmann et alii), Payot, Petite bibliothèque Payot, 1996.
- Cahier de l’Herne : Paul Ricœur, L’Herne, 2004 (avec François Azouvi), Seuil, « Points Essais », 2007.
- Modernité et sécularisation, (avec Michaël Fœssel et Jean-François Kervégan) CNRS éditions, 2007.
- Chouette ! philo (avec Michaël Fœssel), Gallimard-jeunesse, 2012.

## Traducciones
- Juger. Sur la philosophie politique de Kant. Traduction annotée, suivie de l'essai interprétatif « Le courage de juger », des Lectures on Kant’s Political Philosophy de Hannah Arendt, Seuil, Paris, 1991 (Points-essais 2003).
- L’idéologie et l’utopie (avec Joël Roman) ; Traduction, précédée d’un avant-propos, de l’édition française des Lectures on Ideology and Utopia de Paul Ricœur, Seuil, 1997 (Points-essais 2005).

## Participación en investigaciones colectivas
- Voir ensemble, autour de Jean-Toussaint Desanti (dir. Marie-José Mondzain), Gallimard, 2003.
- L’interminable écriture de l’extermination (dir. Alain Finkielkraut), Stock, 2010.
- La vie privée des convictions, Politique, affectivité, intimité (dir. Anne Muxel), Les Presses de Sciences Po, 2012.
- Temps et politique. Les recompositions de l’identité (dir. Anne Muxel), Les Presses de Sciences Po, 2015.
- Mensonges et vérités (dir. Michel Wieviorka), Les entretiens d’Auxerre, Ed. Sciences humaines, 2016.

## Selección de artículos
- « La nuit de la guerre », in Bloc Notes de la psychanalyse, 2003.
- « Sommes-nous vraiment déthéologisés ? Carl Schmitt, Hans Blumenberg et la sécularisation des temps modernes », Les Études philosophiques, janvier 2004.
- « Pulsions de mort et intraitable socialité » in La pulsion de mort, dir. Michel Plon et Henri Rey-Flaud, Eres, 2004.
- « De l’autorité à l’institution : la durée publique », Esprit, août-septembre 2004.
- « Le temps et l’autorité. A propos de Kojève », Esprit, mars-avril 2005.
- « Cet Eros par quoi nous sommes dans l’être », Esprit, La pensée Ricœur, mars-avril 2006.
- « Le zèle compassionnel de Nicolas Sarkozy », Esprit, Qu’est-ce que le sarkozysme ? novembre 2007.
- « L‘impensable banalité du mal », Cités, novembre 2008.
- « Qu’est-ce qu’une philosophie de l’actualité ? », Esprit, Refaire les Lumières, août-septembre 2009.
- « La vie refigurée, autour des Disparus de Daniel Mendelsohn », Esprit, Les guerres du XXe siècle, janvier 2011.
- « Hannah Arendt, penseur de la crise », Études, septembre 2011.
- « La vie refigurée : les implications éthiques du récit », Archives de philosophie, octobre-décembre 2011.
- « De l’utilité de la tragédie pour la vie », Esprit, Paul Ricœur, la pensée sans nostalgie, novembre 2013.
- « Les paradoxes de la représentation politique », Études, décembre 2013.

## Distinciones
- Prix Montyon de la Academia Francesa
- Chevalier de la Légion d'honneur